# Babaeski
Babaeski é uma cidade e um distrito da província de Kırklareli na região de Mármara na Turquia. A cidade tem 29 342 habitantes vivendo numa área de 652 km2.

## Nome
Acredita-se que o nome "Babaeski" tenha se originado na seguinte história: o sultão otomano Maomé, o Conquistador, teria parado na cidade seguindo em direção a Constantinopla antes do cerco final à cidade. Ali, ele teria conhecido um velho em frente a uma velha mesquita - atualmente conhecida como "Pequena Mesquita" (Küçük Cami) - e perguntou-lhe quando a cidade fora fundada. O velho respondeu "Eskidir, eski...", que significa "É velha, velha...". Quando o sultão perguntou a idade do velho, ele teria respondido "Baba... eski", que significa "o ancião [padre] é velho...". Daí em diante, o nome Babaeski teria sido utilizado para designar o local.

Durante o período bizantino, a região era conhecida como Bulgarófigo (em grego:  Βουλγαρόφυγον - Boulgarophygon) e foi o local de uma grande derrota bizantina em 896.

## Fatos
Babaeski está localizada num local relativamente plano, onde o ponto mais alto não passa de 150 metros. O córrego Şeytan (Şeytan Deresi) atravessa o distrito, cuja principal atividade econômica é a agricultura. Girassóis e o trigo são as principais safras, juntamente com alguns vegetais.

## Pontos de interesse
Entre os locais históricos de Babaeski estão:
- Eski Cami ("A Velha Mesquita"), construída durante o reinado de Maomé, o Conquistador, em 1467 e ainda em uso.
- Cedid Ali Paşa Camii, construída pelo grande arquiteto Sinan durante o reinado de Solimão, o Magnífico, em 1555. Foi construída no estilo da grande Mesquita Selimiye de Adrianópolis (Edirne), também projetada por Sinan. Acabou destruída pelo exército búlgaro durante as Guerras Balcânicas e foi posteriormente reconstruída. Ainda é utilizada para orações.
- Dördüzlü Çeşme ("A Fonte Tetraédrica") foi construída no século XVII e tem quatro lados encimados por uma cúpula sobre uma base quadrada.
- Ponte de Babaeski foi construída em 1633 durante o governo de Murade IV. É parte da rodovia D-100 e ainda está em uso.
- Os banhos foram construídos sob um único domo de estilo clássico. Ainda estão em uso.